# Microhoria vespertina
Microhoria vespertina là một loài bọ cánh cứng trong họ Anthicidae. Loài này được Rosenhauer miêu tả khoa học năm 1856.